# White Christmas (serie televisiva)
White Christmas (화이트 크리스마스?, Hwa-iteu KeuriseumaseuLR) è una serie televisiva sudcoreana trasmesso su KBS2 dal 30 gennaio al 20 marzo 2011.
Raccontando di una serie di morti violente che hanno luogo per otto giorni in un liceo privato ed esclusivo tra le montagne, con gli studenti tagliati fuori dal mondo esterno e in condizioni emotive altamente instabili, la serie affronta la questione se il male sia innato o acquisito, e la possibilità che gli adolescenti possano essere estremamente empatici, ma anche altrettanto crudeli.

## Trama
(Testo della lettera anonima.)
Nel cuore delle montagne di Gangwon, il liceo privato Soosin è frequentato da un ristrettissimo numero di studenti tra i migliori del paese. I voti stellari sono il risultato di una pressione costante e di un severo sistema punitivo, tanto che i ragazzi non si dedicano ad altre attività se non allo studio. Così, quando arriva la pausa invernale, tutti si affrettano a tornare a casa, eccetto sette studenti e un professore, ai quali si unisce in seguito Kim Yo-han, uno psichiatra costretto a trovare rifugio nella struttura dopo essere rimasto ferito in un incidente stradale avvenuto in zona. Bloccati da una forte nevicata, trascorrono insieme otto giorni, dalla vigilia di Natale a Capodanno.
Mentre tutti gli altri festeggiano tranquillamente a casa propria, ciascuno dei ragazzi riceve un'inquietante lettera anonima che preannuncia il ritrovamento di un cadavere il giorno di Natale. All'inizio si convincono che sia solo uno scherzo innocuo, ma in un secondo momento si rendono conto che c'è un assassino tra loro.

## Personaggi
- Kim Yo-han, interpretato da Kim Sang-kyung
Uno psichiatra che, dopo aver subito una ferita alla testa in un incidente stradale vicino alla scuola, viene ospitato nell'edificio fino al ripristino delle comunicazioni.
- Park Mu-yeol, interpretato da Baek Sung-hyun
Figlio di un medico, mentre sua madre è morta in un incidente stradale oltre dieci anni prima, è noto per l'obbedienza alle regole e si assume il ruolo di capo del gruppo di studenti rimasti a scuola. In passato è stato insieme a Eun-sung, che non ha ancora dimenticato.
- Jo Young-jae, interpretato da Kim Young-kwang
Un bullo che maltratta gli altri per nascondere complesso di inferiorità e vigliaccheria. Si accanisce soprattutto su Kang-mo.
- Yoon Soo, interpretato da Lee Soo-hyuk
Figlio di una ricca famiglia e leader di una rock band, fa uso di stupefacenti ed è tormentato dalla visione di un bambino con una metà del volto colorata di blu, che lui chiama "mostro dell'angolo".
- Yang Kang-mo, interpretato da Kwak Jung-wook
Appassionato di riprese e fotografia, utilizza un apparecchio acustico per compensare alla sua sordità.
- Lee Jae-kyu, interpretato da Hong Jong-hyun
Miglior amico di Mu-yeol, dal carattere timido e schivo.
- Yoon Eun-sung, interpretata da Esom
Ex-ragazza di Mu-yeol, un tempo era la più popolare della scuola, poi subì un drastico cambio di personalità in seguito ai tormenti di uno stalker.
- Kang Mi-reu, interpretato da Kim Hyun-joong
Soprannominato "Mi-reu il pazzo" per i suoi colpi di testa, è rimasto a scuola di nascosto da tutti.
- Choi Chi-hoon, interpretato da Sung Joon
Il miglior studente del liceo Susin, genio dell'informatica, noto per il disinteressamento nei confronti dei compagni, dei quali non ricorda neanche i volti, e per l'incapacità di provare emozioni.
- Yoon Jong-il, interpretato da Jung Suk-won
Professore di ginnastica della Susin che tiene d'occhio gli studenti rimasti a scuola per le vacanze.
- Oh Jung-hye, interpretata da Lee El
Un'escursionista che si aggira sulle montagne intorno alla scuola.

## Episodi
| #     | Titolo originale (traduzione) | Data di trasmissione | Dati TNMS           | Dati TNMS                  |
| #     | Titolo originale (traduzione) | Data di trasmissione | A livello nazionale | Area metropolitana di Seul |
| ----- | --- | -------------------- | ------------------- | -------------------------- |
| 1     | Angmaneun seuseuro mun-eul mothanda (악마는 스스로 문을 열지 못한다?; Il diavolo non può aprirsi la porta da solo)                                      | 30 gennaio 2011      | 4,3%                | <10,7%                     |
| 2     | Chamhoehara imi neuch-eoss-euljirado (참회하라 이미 늦었을지라도?; Pentiti, anche se è già tardi)                                                       | 6 febbraio 2011      | 3,1%                | <10,3%                     |
| 3     | Gil tteonan sonyeon-i mannaneun geot (길 떠난 소년이 만나는 것?; Quello che trovò il ragazzo allontanandosi dalla retta via)                            | 13 febbraio 2011     | 3,0%                | <9,3%                      |
| 4     | Maju se-un geo-ur-e-seoneun angmaga twi-eona-onda (마주 세운 거울에서는 악마가 튀어나온다?; Tra due specchi uno di fronte all'altro, spunta il diavolo) | 20 febbraio 2011     | 4,0%                | <8,8%                      |
| 5     | Sajaga gidarineun gang-ga (사자가 기다리는 강가?; La riva del fiume dove attende il leone)                                                              | 27 febbraio 2011     | 3,6%                | <10,2%                     |
| 6     | Unmyeong-eun seon-ag-eul gubunhaji anh-neunda (운명은 선악을 구분하지 않는다?; Il fato non distingue tra bene e male)                                   | 6 marzo 2011         | 3,3%                | <8,9%                      |
| 7     | Gyeonggyeseon-e seon a-i-deur-eul wihan byeonmyeong (경계선에 선 아이들을 위한 변명?; Una scusa per i bambini in piedi sulla linea di demarcazione)     | 13 marzo 2011        | 3,2%                | <9,8%                      |
| 8     | Gwimur-eun tae-eonaneun geolkka? Mandeur-eojineun geolkka? (괴물은 태어나는 걸까? 만들어지는 걸까??; Si nasce mostri o lo si diventa?)                  | 20 marzo 2011        | 4,6%                | <9,7%                      |
| Media | Media | Media                | 3,6%                | <9,7%                      |